# Depalatalizacja
Depalatalizacja – proces fonetyczny przeciwny do palatalizacji (zmiękczenia). Np. zanik miękkości sz, cz, ż, c w języku polskim.